# Ally McCoist
Alistair "Ally" Murdoch McCoist MBE (født 24. september 1962 i Bellshill, Skotland) er en tidligere skotsk fodboldspiller, der spillede som angriber hos primært Rangers F.C., samt for Skotlands landshold. Han var desuden på kontrakt i St. Johnstone, Sunderland og Kilmarnock.
McCoist vandt med Rangers hele otte skotske mesterskaber og ni pokaltitler. Han blev i 1992 kåret til ligaens bedste spiller og vandt både i 1992 og 1993 UEFA's gyldne støvle som årets mest scorende spiller i Europa. I 2007 blev han indlemmet i Scottish Football Hall of Fame.

## Landshold
McCoist spillede i årene mellem 1986 og 1998 61 kampe for Skotlands landshold, hvori han scorede 19 mål. Han repræsenterede sit land ved VM i 1990 samt ved EM i 1992 og EM i 1996.